# حليب قليل الدسم
الحليب قليل الدسم (بالفرنسية: Lait demi-écrémé)‏ هو حليب موحد من قبل صناعة الألبان مع نسبة دهون معدلة تتراوح بين 1.5 و1.8% (اللوائح الفرنسية). ومن وجهة نظر هذا المعيار فهو يقع بين الحليب منزوع الدسم والحليب كامل الدسم.